# Antoni Karwowski
Antoni Karwowski (Grajewo, 1948. április 14. –) lengyel neofiguratív festő és előadóművész.

## Élete
Kelet-Lengyelországban nevelkedett egy kis faluban, Európa egyik legnagyobb nemzeti parkjának közelében. Édesapja, Jozef Karwowski, szociális munkás volt és a kultúra támogatója , édesanyja Larysa (leánykori néve: Zub) fodrász. Antoni, az idősebb gyermek a családban, öccse Maciej.
Többgenerációs családban nőtt fel, édesapja és orosz nagyapja (Szymon Zub) nagy hatással voltak rá. Édesapjától kapta az első rajzleckét. Ez és kreatív nagyapjával való kapcsolata, aki verseket írt és régi orosz dalokat énekelt, ösztönözte őt a későbbi pályaválasztásban. A lengyel és az orosz  kultúra, a hagyományok öröksége, az érintetlen természet közelsége határozták meg érzékenységét és erősítették egyéniségét, ami a művészetében és a környezettel való kapcsolatában jut kifejezésre.
Érettségi után Antoni festeni kezdett és a művészet különböző formáival kísérletezett. Gyakran költözött és váltogatta az egyetemeket, amíg meg nem találta azt a helyet, ahol a tehetségét legjobban tudta fejleszteni. Bányászként is dolgozott. Később csatlakozott a Toruńi egyetem Szépművészeti karához, ahol kibontakoztatta tehetségét és képzett művésszé vált.
A 80’- as évek elején Antoni és Zbigniew Oleszynski elindították az „A” Csoportot, ami számos előadást valósított meg Lengyelországban.  Azóta az előadó művészet elkötelezettje. Különböző előadásokban vett részt  úgy is mint szereplő és mint szervező. 2003 óta Antoni szervezi a International Performance & Intermedia Festival nevű rendezvényt Szczecinben.
Pályafutásán keresztül Antoni megteremtette saját stílusát amiről egy Berlini művészetkritikus a következőket mondta: „…A képeiből áradó színes fény, műhelyének tökéletességéből fakad. Képeinek ereje, a fényt árasztó színeken kívül, a szimbolikus jelentések gazdagságában rejlik, amitől Antoni képei messze meghaladják  a dekoratív funkciót.
Antoni festményei a színekkel és a fényekkel tesznek kíváncsivá és csábítanak el. Több idő szükséges képeinek megértéséhez, ha közelebbi kapcsolatba kerültünk velük, akkor tárják fel a művész érzéseit. Képeit számos Európai magánkollekcióban gyűjtik.  Vegyes vállalatok és intézmények is bízták már meg – mint például 2005-ben a Clinic Dortmund –, hogy készítsen számukra egy nagy méretű faliképet (53 m hosszú), ami azóta is látható és nagy figyelmet kap a külföldi látogatóktól.

## Galéria

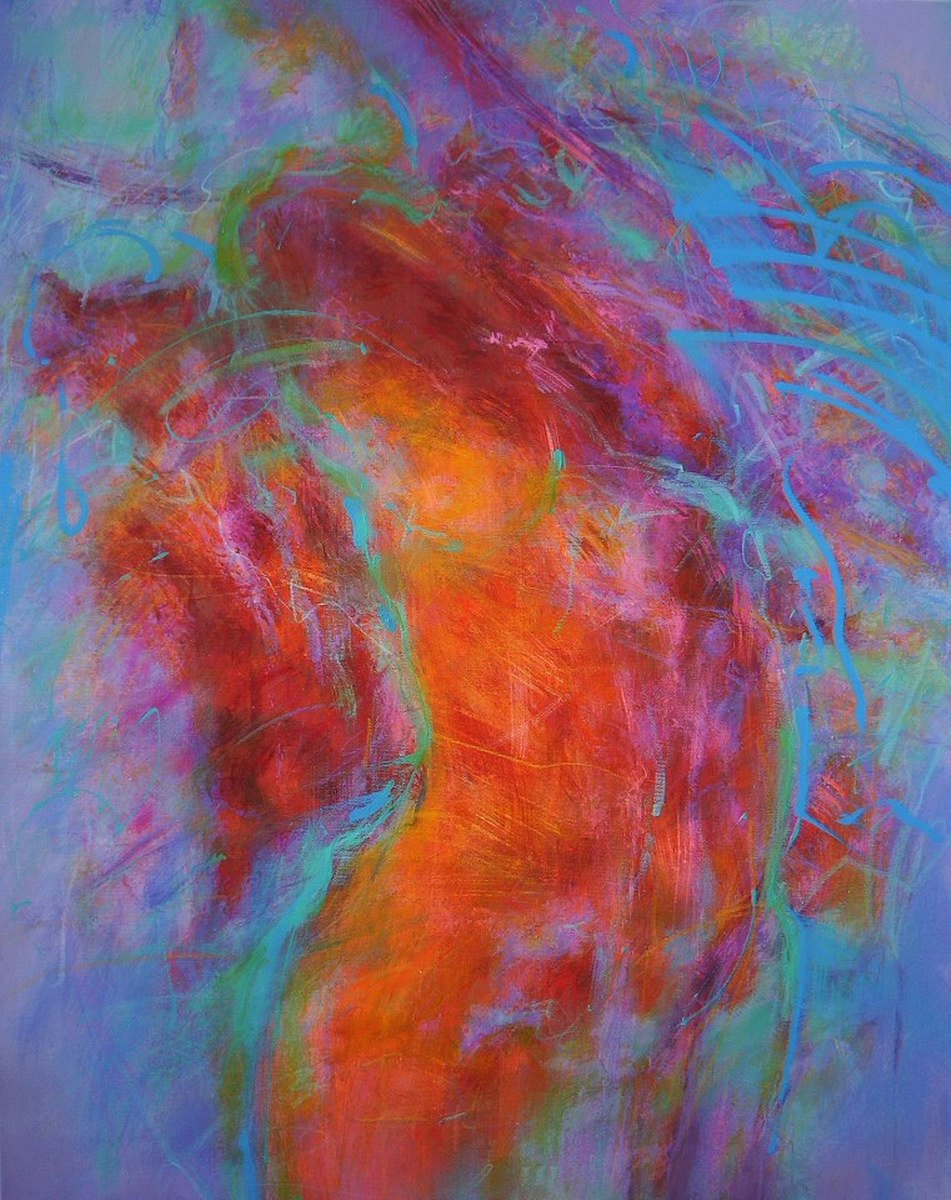
Act in Blues painting by Antoni Karwowski
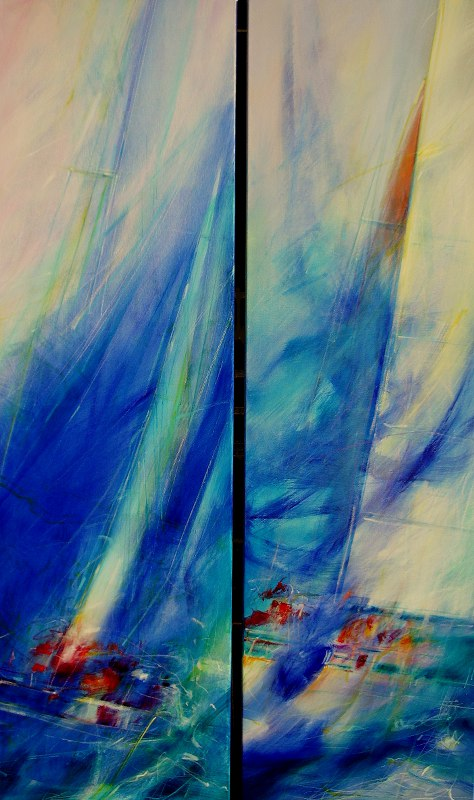
Regaty painting by Antoni Karwowski
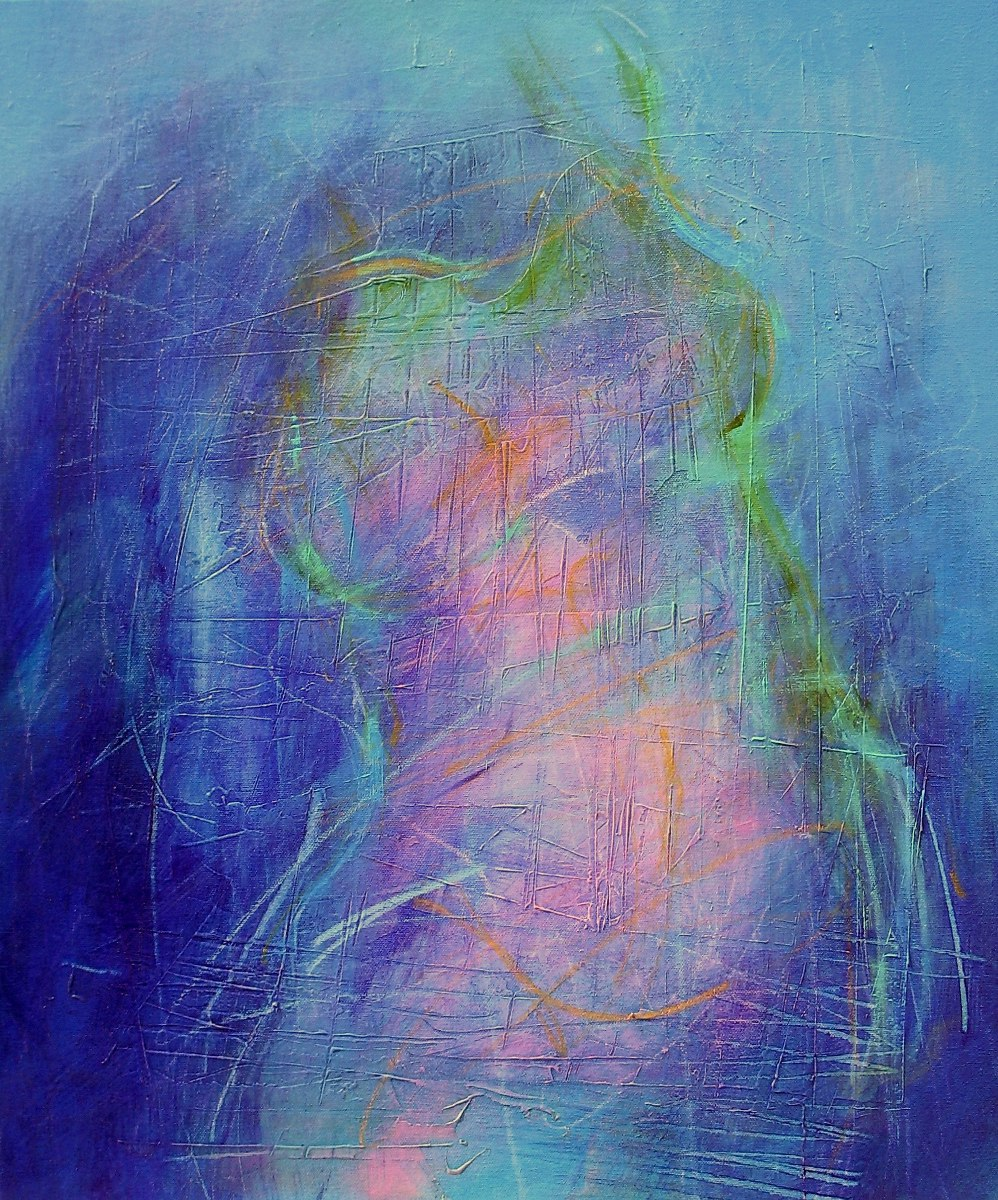
The Dress painting by Antoni Karwowski

## Kiállításai

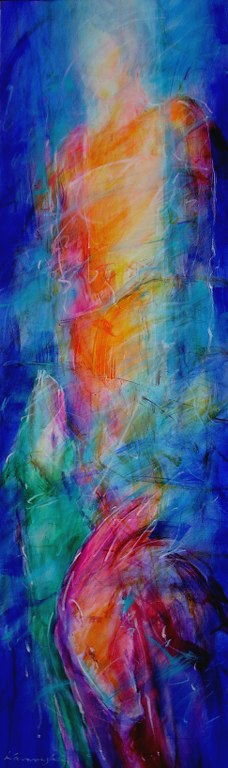
"Walking the dogs"

- 2010 – "Anders Gallery"-Lünen (Németország)
- 2007 – "ZERO Gallery"- Berlin (Németország)
- 2006 – Museum of Art – Santa Fe (Argentína)
- 2006 – Museum Contemporary Art – Nápoly (Olaszország)
- 2005 – "Galerie automatique", Berlin-Strasbourg – Szczecin
- 2005 – Performance Art Platform, Tel–Aviv (Izrael)
- 2005 – Polish Art Fair 2005, Poznań (Lengyelország)
- 2004 – Project „MOTION"- Berlin (Németország)
- 2003 – V International Baltic Biennial, projekt “Private Impact” – Szczecin (Lengyelország)
- 2002 – Berliner Landtag – Berlin (Németország)
- 2002 – „Distance 777” – 68elf gallery – Köln (Németország)
- 2001 – Europäisches Kulturzentrum, Köln (Németország)
- 2001 – „ Kunst am limit,, -"Pussy Galore"- Berlin (Németország)
- 2001 – "RAUMTRIEB 2001", art festival – Berlin (Németország)
- 2001 – Wystawa malarstwa,„Reimus gallery" Essen (Németország)
- 1999 – Ostholstein Museum – Eutin (Németország)
- 1999 – Galerie am Domplatz – Münster (Németország)
- 1999 – National Museum in Szczecin (Lengyelország)
- 1996 – “Forum Ost – West” – Bergisch Gladbach (Németország)
- 1994 – "Anders Gallery"-Lünen (Németország)
- 1994 – „Forum Gallery" – Leverkusen (Németország
- 1993 – “Ultramarine” – Muzeum, Greifswald (Németország)
- 1992 – "Gaia Cztery Żywioły Gerlesborg (Svédország)
- 1992 – Municipal Gallery – Nakskov (Dánia)
- 1990 – „En Garde Gallery" – Aarhus (Dánia)
- 1988 – „Fine Art Gallery"-Trollhattan (Svédország)
- 1988 – XV Festival of Polish Contemporary Art- Szczecin (Lengyelország)
- 1987 – "Bridge West & East" Antwerpen (Belgium)
- 1985 – "Nagra Malare"-Vanersborg (Svédország)
- 1981 – “Pałacyk” , Wroclaw (Lengyelország)

## Performanszai
- 2010 - "My Tram", Szczecin (Lengyelország)
- 2010 – „Transparent material“ Grimmuseum, Berlin (Németország)
- 2009 – „Blauverschiebung”, Lipsk (Németország)
- 2009 – „Performer Stammtisch”, Berlin (Németország)
- 2005 – "Reading White Books", Tel Aviv (Izrael)
- 2003 – 2005 “Private Impact”
- 2000 – 2003 “Art migration”
- 2001 – "Salz arm", Berlin (Németország)
- 1998 – “Sentimental trip on east" – Moltkerei Werkstatt, Cologne (Németország)
- 1995 – 1999 – “Trawnik”
- 1998 – "Middle ages anatomy" & "Gilgamesz – Enkind’s Dream” – Ermelerspeicher Gallery, Schwedt (Németország)
- 1993 – "The Last Breath of Aborigine”  – Gerlesborg (Svédország)
- 1981 – "Koncert na Kaprala i grzałkę" Ośrodek Teatru Otwartego "Kalambur" – Wrocław (Lengyelország)
- 1980 – Public Space Action ”My Tram” -Toruń (Lengyelország)